# Life’s Illness
Life’s Illness – zespół muzyczny grający black/doom metal, założony w 2007.

## Dyskografia
- Love - A Lost Vision... – EP (2007)
- I am Thy Razor/Hope for Ending Pain... Suicide – Split (2008)
- Drumless Vibrations – Single (2008)
- Vita Est Aegrotatio MMVII – CD (2008)

## Muzycy
Obecny skład zespołu
- Grymm M. – śpiew, gitary
- X. – perkusja

Byli członkowie zespołu
- Herr Leere – gitary